# Déluge d'Ogygès
Le déluge d'Ogygès est, dans la mythologie grecque, le déluge cataclysmique qui termine la période primordiale de la création, ou ádelon (période obscure), laquelle précède le mythikón (période mythique). Ce cataclysme aurait eu lieu sous le règne du roi Ogygès. La chronologie donnée par Castor de Rhodes situe le déluge d'Ogygès vers 1746 B.C.

## Mythe
Ogygès, roi de Béotie ou d'Attique, survécut à ce déluge en embarquant, avec d'autres, à bord d'un navire. Cette légende garderait la trace d'une crue exceptionnelle du lac Copaïs, que les récits auraient amplifiée. Dans la mythologie grecque, c'est le premier déluge, sauf pour les habitants de Samothrace[réf. nécessaire]. Il précède de le déluge de Deucalion, qui est beaucoup plus largement évoqué dans les sources antiques.